# 桃源乡 (道真县)
桃源乡，是中华人民共和国贵州省遵义市道真仡佬族苗族自治县下辖的一个乡镇级行政单位。

## 行政区划
桃源乡下辖以下地区：
桃源村、群益村和清溪村。